# Cyanea mjobergi
Cyanea mjobergi är en manetart som beskrevs av Stiasny 1921. Cyanea mjobergi ingår i släktet Cyanea och familjen Cyaneidae. Inga underarter finns listade i Catalogue of Life.